# Josef Plachutta
Josef ou Joseph Plachutta est un compositeur autrichien de problèmes d'échecs né le 13 mai 1827 à Zadar et mort le 22 juillet 1883 à Przemyśl. Il fut un des plus importants compositeurs de l'époque de transition de problèmes d'échecs et l'auteur d'un thème multicoup classiques : le thème Plachutta.
Plachutta vécut à Innsbruck et pendant une période à  Venise. Il commença à composer des problèmes en 1956 et obtint le deuxième prix du concours de problèmes de Londres en 1862.